# Злочини в Дістомо
Злочини в Дістомо (грец. Η σφαγή τού Διστόμου) — нацистський воєнний злочин, скоєний 1944 року членами ваффен-СС у місті Дістомо, під час окупації Греції країнами Осі в роки Другої світової війни.

## Історія
10 червня 1944 року впродовж понад двох годин військовослужбовці 4-ї поліційної гренадерської дивізії СС під командуванням гауптштурмфюрера Фріца Лаутенбаха ходили по домівках у Дістомо, вбивали цивільних осіб, підпалювали будинки, як повідомляється, в помсту за напад партизан. Усього за цей день загинули 218 осіб, у тому числі 53 дитини. Згідно зі свідченнями тих, хто вижив, есесівці «заколювали багнетами немовлят у колисці, розпорювали животи вагітним жінкам і обезголовили сільського священника».
Після вбивств агенти таємної польової поліції, військової поліції Третього Райху повідомили владі, що, на відміну від офіційної доповіді Лаутенбаха, німецькі війська потрапили під удар у кількох милях від міста й не були обстріляні «з мінометів, кулеметів і гвинтівок жителями Дістомо». Було проведено розслідування. Фріц Лаутенбах визнав, що він  перевищив повноваження. Попри це суд виніс рішення на його користь, постановивши, що він був мотивований, а не вчинив убивства з необережності або незнання, але з почуття відповідальності перед своїми підлеглими.

## Вимоги компенсацій
У 1960-х роках уряд Західної Німеччини заплатив Греції 115 мільйонів марок у порядку реституції. Однак ця цифра не може бути в порівнянні із 50 млрд євро (сьогодніші цифри), які за Паризьким договором Німеччина зобов'язана виплатити Греції. Пізніше Угода щодо зовнішніх боргів Німеччини, укладена 1953 року в Лондоні, надала право Німеччині можливість відкласти виплати до возз'єднання Німеччини.
Оскільки питання про виплату репарацій і реституцій між Грецією і Німеччиною досі залишається невирішеним, потерпілі і родичів загиблих пред'явили вимоги індивідуальних компенсацій і подавали відповідні судові позови в суди Німеччини та Європейський суд з прав людини, який мав би зобов'язати Німеччину виплатити репарації в декілька мільярдів доларів. Однак вимоги були відхилені як в Європейському суді з прав людини, так і німецькими судами нижчої інстанції, а в червні 2003 року відхилені Верховним судом Німеччини. Конституційний суд Німеччини виніс рішення в березні 2006 року про те, що Німеччина не зобов'язана виплачувати компенсації особам як відшкодування збитку за воєнні злочини.
У листопаді 2008 року суд у Флоренції постановив, що сім'ї 218 загиблих чоловіків і жінок, повинна бути присуджена вілла в Менаджо, недалеко від озера Комо, яка є власністю німецької некомерційної організації, в порядку реституції. Німеччина оскаржила таке рішення Італійської сторони.
5 січня 2011 року родини загиблих та ті, хто вижив після різні 1944 року, провели масовий мітинг біля будівлі Грецького парламенту та німецького посольства в Афінах із вимогою висунути нові вимоги репарацій до Німеччини. 15 січня прем'єр-міністр Греції Йоргос Папандреу заявив, що грецький уряд подасть новий позов до Міжнародного суду, таким чином Греція приєднається до аналогічних судових вимог, висунутих італійськими позивачами проти Німеччини.
Тема німецьких репарацій набула актуальності для багатьох греків після того, як країна опинилася у фокусі критики з боку Німеччини, яка виступила основним кредитором під час боргової кризи, за марнотратний державний бюджет і вади державного управління. Відтак віце-прем'єр-міністр Теодорос Пангалос 2010 року нагадав Берліну про невиплачені мільйони євро репарацій, у тому числі й жертвам різанини в Дістомо, а також викрадений золотий запас із Банка Греції.